# 3C 109
3C 109 là một thiên hà Seyfert nằm trong chòm sao Kim Ngưu.